# Unitățile de Apărare a Poporului
Unitățile de Apărare a Poporului (în kurdă: Yekîneyên Parastina Gel, pronunțat [jɑkinæjen pɑrɑstinɑ gæl], abreviat YPG) sunt principala organizație militară a Comitetului Suprem Kurd, guvernul Rojavei. YPG sunt alcătuite în principal din kurzi, dar recrutează și arabi sau occidentali, iar în structurile lor de comandă sunt integrate inclusiv unități asiriene/creștine. Formate inițial ca să protejeze zonele kurde, YPG au devenit un oponent important al Statului Islamic (SIIL). Organizația cooperează cu luptători din opoziția siriană împotriva SIIL, dar evită în general să atace forțele guvernului sirian, care controlează câteva enclave non-kurde din teritoriul kurd. Natura legăturilor dintre YPG și Partidul Muncitorilor din Kurdistan este disputată.
YPG au fost inițial formate în 2004 de către Partidul Uniunea Democratică (PYD) în Kurdistanul de Sud și au fost puse la dispoziția Comitetului Suprem Kurd (din care face parte și PYD) în 2012. Gruparea a adoptat inițial o atitudine defensivă în Războiul Civil Sirian. Dar conflictul a izbucnit între YPG și islamiști după ce organizația a alungat un grup de jihadiști din Ras al-Aïn. Ulterior, YPG au început să avanseze în teritorii controlate de SIIL și locuite în special de arabi, precum orașul de frontieră Tell Abyad, în iunie 2015.
YPG se consideră o armată populară democratică și organizează alegeri interne ca metodă de numire a ofițerilor. Deși predominant kurdă, a atras un număr crescând de arabi, inclusiv luptători care dezertează din principalele grupări de opoziție, precum și din satele cu populație mixtă sau predominant arabă din teritoriul controlat de YPG, care văd gruparea ca pe cel mai bun garant al securității regionale. De asemenea, în rândurile sale luptă și un număr de creștini ne-kurzi, iar organizația are legături strânse cu miliția asiriană/siriacă Sutoro și cu Consiliul Militar Siriac.
La sfârșitul lui iulie 2012, YPG au alungat forțele guvernamentale siriene din orașul Kobanî și au ocupat Amuda și Afrin. Până în decembrie 2012, YPG se extinseseră deja la opt brigăzi, formate în Qamishli, Kobanî, Ras al-Aïn și districtele Afrin, Al-Malikiyah și Al-Bab.
În 2014, YPG colaborau cu Armata Siriană Liberă (ASL) în lupta împotriva Statului Islamic în provincia Ar-Raqqa. Gruparea a înființat și un birou comun de operațiuni împreună cu multiple facțiuni ale ASL, numit Vulcanul Eufratului. În februarie 2015, YPG au semnat un acord juridic cu Frontul Levant din Alep.

## Ofensive
Primele ciocniri între YPG și grupările rebele islamiste datează din noiembrie 2012. În 2013, YPG intră în conflict direct contra anumitor facțiuni rebele, în special împotriva jihadiștilor din Frontul Al-Nusra și Statul Islamic în Irak și Levant, după ce aceștia din urmă au luat ostatici 200 de civili kurzi pe 31 iulie 2013.
Forțele kurde ale Partidului Uniunea Democratică au raportat mai multe victorii împotriva rebelilor și jihadiștilor, în special în iulie 2013, când au ocupat orașul Ras al-Aïn (în kurdă: Serê Kanîyê).

### Eliberarea localității Til Koçer
În octombrie 2013, luptătorii YPG au preluat controlul asupra localității Til Koçer (în arabă Ya'rubiya), situată la frontiera dintre Siria și Irak, în urma unor lupte grele împotriva Statului Islamic. Confruntările au durat aproximativ trei zile. Punctul de frontieră Til Koçer a fost cucerit după o ofensivă majoră lansată în noaptea de 24 octombrie.
Liderul Partidului Uniunea Democratică, Saleh Muslim, a declarat pentru Stêrk TV că evenimentele de la Til Koçer vor conduce la schimbări în situația economică și politică a Kurdistanului de Vest și că acest succes crează o alternativă împotriva eforturilor de a menține teritoriul supus unui embargou.

### Luptele din 2014

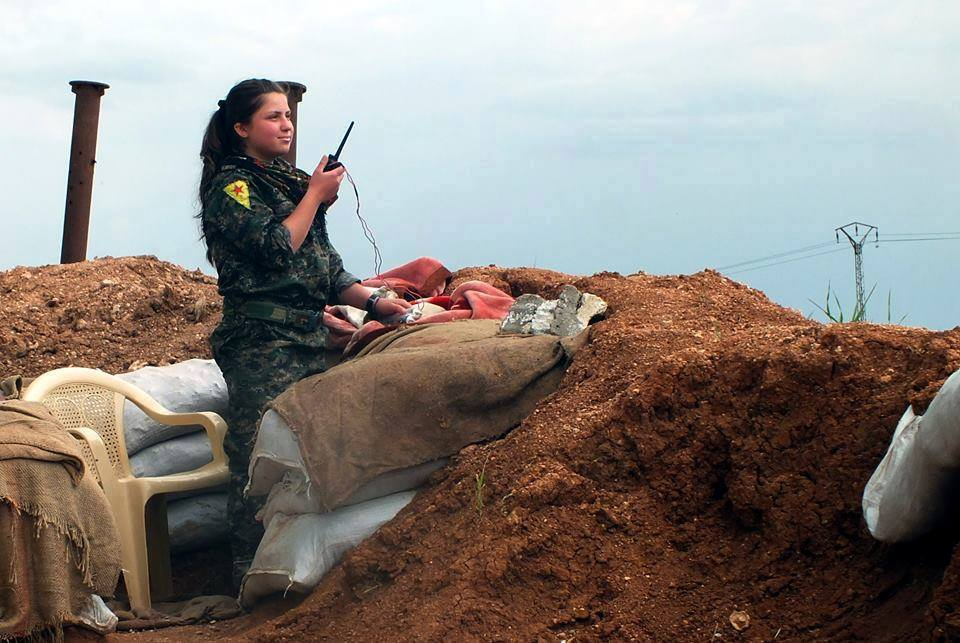
O luptătoare a YPG în 2014

La începutul lui ianuarie 2014, ofensiva YPG împotriva forțelor islamiste și rebele a fost respinsă în bătălia de la Tall Hamis. YPG au respins apoi la rândul lor o ofensivă a jihadiștilor Statului Islamic în Irak și Siria în bătălia de la Al-Manajir.
În iunie 2014, YPG devin primul grup armat sirian care a semnat Convenția de la Geneva privind interzicerea minelor antipersonal și a violențelor sexuale.

### Asediul orașului Kobanî
Pe 2 iulie 2014, jihadiștii Statului Islamic au lansat o ofensivă împotriva orașului Kobanî (în arabă Aïn al-Arab), ocupat de YPG. Kurzii au primit întăriri în oameni din partea comunității kurde din Turcia și, ajutați și de loviturile aeriene americane, au reușit să reziste. După o lună de lupte, YPG au revendicat moartea a 685 de islamiști și au recunoscut pierderea a 74 de luptători din rândurile lor.

### Operațiunile din Irak
În iulie-august 2014, YPG s-au aliat cu Partidul Democratic din Kurdistan (PDK) în scopul de a lupta împreună împotriva Statului Islamic care avansa în Irak. Unitățile YPG au penetrat în Irak și au deschis un coridor umanitar către Munții Sinjâr, procedând la evacuarea a 100.000 de refugiați yazidiți amenințați de foamete și de masacrele comise de Statul Islamic. Conform bilanțului YPG, luptele date între 2 august și 3 septembrie în zonele Rabia, Sinjar și Jazaa au făcut 54 de morți în rândurile kurde, contra a 473 de morți, din care trei „emiri”, în rândurile islamiștilor din Statul Islamic.
Pe 10 septembre, YPG și Armata Siriană Liberă au creat un centru de operațiuni comun având ca obiectiv recâștigarea teritoriilor controlate de Satul Islamic.

### Al doilea asediu al orașului Kobanî
În septembrie, Statul Islamic a lansat o nouă ofensivă contra YPG la Kobanî. Luptele au durat trei luni și au făcut numeroase victime. Deși inițial islamiștii au ocupat o mare parte a localității, YPG au reușit în final să-i respingă, dar orașul a fost distrus în proporție de 80-90%.
Avioanele coaliției internaționale conduse de Statele Unite au efectuat peste 700 de misiuni pentru sprijinirea luptătorilor kurzi din Kobanî.

### Situația de la Al-Hasaka
În estul regiunii Rojava, YPG și forțele regimului lui Bashar al-Assad își împart controlul orașului Al-Hasaka. Confruntările între cele două părți sunt rare, dar incidente mai apar ocazional, precum pe 17 ianuarie 2015, când cel puțin opt combatanți YPG au fost uciși și alți patru luați prizonieri, în timp ce forțele guvernamentale au pierdut cel puțin nouă militari, iar alți 25 au fost capturați. Pe 30 ianuarie, cele două tabere au efectuat un schimb de prizonieri.
Astfel de incidente s-au semnalat și în mai 2015, când YPG și forțele loiale regimului sirian s-au confruntat timp de mai multe zile.

## Efective
Pe 27 decembrie 2013, un purtător de cuvânt al YPG afirma că gruparea dispune de 35.000 de combatanți. Cam în aceeași perioadă, BBC estima că numărul membrilor YPG se situează mai degrabă între 10.000 și 15.000 de oameni. În august 2014, Hamid Messoud, reporter al France 24, scria că din forțele YPG fac parte în jur de 40.000 de combatanți. În 2015, efectivele YPG erau estimate între 35.000 și 65.000 de luptători, din care 40% femei.

### YPJ
„Unitățile Feminine de Apărare” (în kurdă: Yekîneyên Parastina Jin, abreviat YPJ) sunt unități militare ale YPG alcătuite doar din femei. YPJ au fost înființate în 2012. Mass-media kurdă acreditează ideea că trupele YPJ au avut un rol vital în bătălia împotriva Statului Islamic de la Kobanî.
Conform revistei Foreign Policy, circa 40% din trupele YPG sunt compuse din femei. Anumite unități de luptă sunt exclusiv feminine; altele complet masculine, în timp ce există și unități mixte.

În opinia combatanților kurzi, prezența femeilor-soldat în efectivele lor le dă un avantaj contra jihadiștilor, deoarece aceștia consideră că intrarea în paradis le va fi interzisă dacă sunt uciși de mâna unei femei.. Conform lui Rusen Aytac, responsabil cu departamentul drepturilor omului la Institutul kurd din Paris: 
„Pentru un membru al Statului Islamic este mult mai dificil să lupte împotriva femeilor, pentru că, în cazul în care va fi ucis de o femeie, aceasta echivalează cu o expulzare din Paradis. În concepția lor, a fi ucis de o femeie echivalează cu o dezonoare.”

### Combatanți străini
În timpul războiului, voluntari occidentali, în general foști militari, bărbați și femei, s-au alăturat YPG pentru a lupta împotriva islamiștilor. Pe 21 octombrie 2014, YPG au lansat pagina de Facebook „Lions Of Rojava” (Leii Rojavei) ca centru de recrutare pentru voluntarii străini. Inițial puțin numeros, numărul acestor voluntari a crescut după al doilea asediu de la Kobanî. Pe 11 iunie 2015, OSDH afirma că 400 de voluntari occidentali veniți din America, Europa și Australia luptă împreună cu YPG și că până la acea dată opt dintre ei fuseseră uciși, inclusiv o femeie.
Cel puțin 10 voluntari din Statele Unite au luptat alături de YPG. Unul din ei, Jordan Matson, a fost infanterist în Armata SUA, în timp ce Jeremy Woodard a servit în Irak și Afganistan. Brian Wilson, alt veteran al Armatei Statelor Unite, este încartiruit la Ras al-Aïn.
Un italian, un cetățean grec și zeci de turci (din Turcia sau diaspora turcă) sunt printre cei care s-au alăturat YPG. În mai 2015, la Ras al-Aïn, un batalion, botezat „al-Shahid Sarkan” („martirul Sarkan”), a fost format în întregime din voluntari turci din Partidul Comunist Marxist-Leninist (MLKP).
Se știe că cel puțin doi români luptă alături de trupele kurde. Numele lor de luptă sunt Rubar și Armanchi și au fost intervievați de presa românească chiar în zona de conflict.
Pe 10 iunie 2015, o brigadă, botezată Brigada Internațională de Eliberare, a fost formată doar din combatanți străini. Bazele brigăzii au fost puse de către membri ai MLKP inspirați de Brigăzile internaționale care au luptat în timpul Războiul Civil Spaniol. Brigada este compusă din luptători turci, spanioli, greci, germani, albanezi, circazieni, arabi, armeni și lazi.
Se cunoaște cu siguranță că cel puțin un canadian, Brandon Glossop, fost membru al Diviziei de Infanterie Ușoară Prințesa Patricia, a luptat alături de Leii Rojavei.
Mai mulți australieni, inclusiv fostul sindicalist și politician Matthew Gardiner, au fost implicați alături de YPG în ciuda amenințărilor guvernului australian de a-i pedepsi pe toți cei implicați în Războiul Civil Sirian. Pe 26 februarie 2015 a fost anunțată moartea primului voluntar occidental angajat alături de YPG. Ashley Johnston, un tânăr de 28 de ani din Canberra, Australia, a sosit în Kurdistanul Sirian în octombrie 2014 și s-a oferit voluntar ca lucrător umanitar. Ulterior, el a decis să lupte în prima linie alături de YPG.

## Desemnarea ca organizație teroristă
Partidul Uniunea Democratică și Unitățile de Apărare a Poporului sunt considerate organizații teroriste de către Turcia, la fel ca și PKK, a cărui aripă siriană este  PYD. PKK este de asemenea considerat organizație teroristă de către Uniunea Europeană, dar nici PYD, nici YPG nu sunt menționate.

## Pierderi umane
Kurzii din YPG afirmă că, în timpul anului 2013, 2.923 de rebeli islamiști și 376 soldați sirieni guvernamentali au fost uciși de trupele lor, în timp ce pierderile umane de partea kurdă ar fi de 379 de morți.
Pentru anul 2014, grupul armat kurd declara, pe 28 decembrie, că 537 soldați YPG/YPJ au fost uciși în cursul a 414 confruntări armate și revendica moartea a 4.964 membri ai „bandelor”, 228 de cadavre fiind recuperate.